# Eijirō Takeda
Eijirō Takeda (武田 英二郎?, Takeda Eijirō; Kawasaki, 11 luglio 1988) è un calciatore giapponese, difensore dello Yokohama FC.

## Palmarès

### Club

#### Competizioni nazionali
- J2 League: 1

Shonan Bellmare: 2017